# António de Spínola

Olieverfschilderij van António de Spínola, gemaakt door Duarte Pimentel (1974)

António Sebastião Ribeiro de Spínola (Estremoz, 11 april 1910 - Lissabon, 13 augustus 1996) was een Portugees militair en politicus.

## Biografie
Spinola stamt uit een oud en aristocratisch geslacht. Hij volgde een militaire opleiding. Tijdens de Spaanse Burgeroorlog was hij vrijwilliger in Franco's nationalistisch leger. Spínola was van 1961 tot 1964 gestationeerd in de toenmalige Portugese kolonie Angola en bereikte daar de rang van brigadegeneraal.
Van 20 mei 1968 tot 1 september 1973 was generaal Spínola gouverneur en opperbevelhebber van Portugees Guinee. In die functie trachtte hij het lot van de bevolking daar te verbeteren. Ook boekte hij militaire successen tegen guerrillabewegingen en bevrijdingsfront PAIGC.
Na zijn terugkeer in Portugal bood de regering hem de post van minister van Defensie aan, en hij weigerde. Op 31 december 1973 voorkwam hij door zijn bemoeienissen een ultra-rechtse coup. Op 12 januari 1974 werd Spínola plaatsvervangend chef van de generale staf en viersterrengeneraal. In februari van dat jaar publiceerde hij zijn boek Portugal en de toekomst waarin hij de regeringspolitiek ten aanzien van de koloniën veroordeelde en stelde dat Portugal de koloniale oorlogen in Afrika niet zou winnen. Ook bepleitte hij in zijn boek meer zeggenschap voor de Afrikanen in de koloniën.
In maart 1974 ontsloeg de regering van premier Marcello Caetano Spínola en de chef van de generale staf, Francisco da Costa Gomes.
Op 25 april 1974 bezetten jonge, progressieve officieren een radiostation in Lissabon en kondigden de revolutie af. Vele duizenden mensen gingen de straat op en samen met het leger werden premier Caetano en president Américo Tomás verjaagd. Op diezelfde dag bood de linkse Beweging van de Strijdkrachten (MFA) Spínola het voorzitterschap van de Nationale Junta aan. Spínola nam die taak op zich. Da Costa Gomes werd hersteld als chef van de generale staf. In een persconferentie kondigde De Spinola algemene en vrije verkiezingen aan. Eén van de eerste maatregelen van het nieuwe bewind was de verklaring dat alle inwoners van de Portugese overzeese provincies (koloniën) Portugese staatsburgers waren. Generaal Spínola nam contact op met in ballingschap levende oppositieleiders en nodigde hen uit naar Portugal terug te keren om over de toekomst van het land te praten. De sociaaldemocraat Mário Soares en de communist Alvaro Cunhal keerden daarop naar Portugal terug en werden feestelijk onthaald in Lissabon. De populariteit van linkse politici baarde de conservatief Spínola veel zorgen. Desondanks werd hij op 15 mei 1974 ingehuldigd als president van de republiek.
President Spínola gaf de partijloze Adelino Palma Carlos opdracht een nieuwe regering te vormen. In deze regering zaten ook sociaaldemocraten en communisten. Palma Carlos moest echter in juli 1974 opnieuw het veld ruimen voor de linkse kolonel Vasco dos Santos Gonçalves. Gonçalves maakte deel uit van de Beweging van de Strijdkrachten en de banden tussen regering en MFA werden heel nauw. Eind september 1974 dwongen de communisten en linkse elementen - die op de achtergrond aan de touwtjes trokken - Spínola tot aftreden. Op 30 september 1974 trad hij af. Zijn opvolger werd generaal Da Costa Gomes.
Na zijn aftreden werd hij de held en voorman van de conservatieve oppositie tegen de MFA. In maart 1975 was hij betrokken bij een rechtse poging tot een coup. In maart 1976 was hij in West-Duitsland om te onderhandelen over wapenleveranties ten behoeve van de coupplegers. Wat hij niet wist, was, dat de onderzoeksjournalist Günter Wallraff undercover tot degenen behoorde, die met Spínola onderhandelden. Wallraff publiceerde korte tijd later alles, wat hij had gehoord, met een lijst namen van de aspirant-coupplegers. Mede daardoor werd de staatsgreep in Portugal verijdeld. Hij vluchtte daarop naar het buitenland, en kon in 1976 terugkeren.
Hij stierf op 13 augustus 1996, op 86-jarige leeftijd aan een longembolie.

## Trivia
- In de film Capitães de Abril (De Kapiteinen van April) speelde acteur Ruy de Carvalho de rol van Spínola
- Naar aanleiding van zijn 100e geboortedag heeft de burgemeester van Lissabon, in aanwezigheid van President Aníbal Cavaco Silva, een monument en een nieuwe laan ingehuldigd.

## Bron
Dit artikel of een eerdere versie ervan is een (gedeeltelijke) vertaling van het artikel António de Spínola op de Engelstalige Wikipedia, dat onder de licentie Creative Commons Naamsvermelding/Gelijk delen valt. Zie de bewerkingsgeschiedenis aldaar.